# みらいエフピー
みらいエフピー株式会社（英: Mirai Financial Planning Co.,Ltd.）は、東京都千代田区に本社を置く事業承継・M&A（企業買収・売却）・企業再生・事業再生・再生型M&Aのコンサルティング企業。

## 事業内容
1. 事業承継コンサルティング
2. 企業再生・事業再生コンサルティング
3. スポンサー型事業再生コンサルティング
4. 資金調達・財務改善コンサルティング
5. 資本政策アドバイザリー
6. M&A（企業買収・売却）アドバイザリー
7. セカンダリー投資/ファンドの運営・管理